# Bartolomeo Costantini
Bartolomeo „Meo” Costantini (ur. 14 lutego 1889 w Vittorio Veneto, zm. 19 lipca 1941 w Mediolanie) – włoski kierowca wyścigowy i pilot. Menadżer sportowy Bugatti. As myśliwski w czasie I wojny światowej.

## Kariera
Costantini rozpoczął karierę w wyścigach samochodowych w 1914 we włoskim zespole Aquila. Po wojnie dołączył do Bugatti w 1923 roku, w którym zwyciężał w Targa Florio w latach 1925–1926. W kolejnych latach reprezentował Bugatti w modelach 35 oraz T39 w wyścigach niewliczanych do klasyfikacji Mistrzostw Świata Konstruktorów. W 1926 roku wygrał dwa wyścigi we Włoszech – Coppa Florio oraz Grand Prix Mediolanu. Poza swoim krajem odnosił sukcesy w Hiszpanii, gdzie odniósł zwycięstwo w Grand Prix Hiszpanii.